# Lestijärvi (See)
Der Lestijärvi ist ein See in der finnischen Landschaft Mittelösterbotten.
Der See liegt in der gleichnamigen Gemeinde.
Der Lestijärvi ist grob beschrieben von ovaler Gestalt und misst etwa 13 auf 8 Kilometer. 
Zwei in den See hineinragende Halbinseln trennen den nordöstlichen Seeteil vom Hauptsee.
Der See ist relativ arm an Inseln. 
Entlang dem Südwestufer befindet sich eine Ansammlung kleinerer Inseln.
Die wichtigsten Inseln im See sind Nevansaari (31 ha) und Vasikkasaari (18 ha).
Am Südwestufer liegt das Zentrum der Gemeinde Lestijärvi.
Der Lestijärvi besitzt eine Wasserfläche von 64,74 km² und liegt auf einer Höhe von 140,7 m.
Mit einer maximalen Wassertiefe von 6,9 m ist der See relativ flach.
Am Nordostufer entwässert der Lestijoki den See zum Bottnischen Meerbusen.